# Temporada da Stock Car Brasil de 2019
A Temporada da Stock Car Brasil de 2019 foi a quadragésima temporada da Stock Car Brasil e teve a corrida de número 500.

## Equipes e Pilotos
Todas as equipes correram com o Chevrolet Cruze Stock Car.
| Equipe                                                                    | No. | Piloto               | Etapas |
| ------------------------------------------------------------------------- | --- | -------------------- | ------ |
| Cimed Chevrolet Racing                                                    | 0   | Cacá Bueno           | 1–2    |
| Cimed Chevrolet Racing                                                    | 88  | Felipe Fraga         | 1–2    |
| Ipiranga Racing                                                           | 3   | Bia Figueiredo       | 1–2    |
| Ipiranga Racing                                                           | 21  | Thiago Camilo        | 1–2    |
| Prati-Donaduzzi (IPR)                                                     | 4   | Julio Campos         | 1–2    |
| Prati-Donaduzzi (IPR)                                                     | 77  | Valdeno Brito        | 1–2    |
| Super Visão-Cimed Cavaleiro Racing Sports Pharlab Cavaleiro Racing Sports | 5   | Denis Navarro        | 1–2    |
| Super Visão-Cimed Cavaleiro Racing Sports Pharlab Cavaleiro Racing Sports | 110 | Felipe Lapenna       | 1–2    |
| Orthopride/Denso Hot Car Competições BRB Hot Car Competições              | 8   | Rafael Suzuki        | 1–2    |
| Orthopride/Denso Hot Car Competições BRB Hot Car Competições              | 143 | Pedro Cardoso        | 1–2    |
| Vogel Motorsport                                                          | 9   | Guga Lima            | 1–2    |
| Vogel Motorsport                                                          | 12  | Lucas Foresti        | 1–2    |
| Shell V-Power TMG Racing                                                  | 10  | Ricardo Zonta        | 1–2    |
| Shell V-Power TMG Racing                                                  | 51  | Atila Abreu          |        |
| Shell V-Power TMG Racing                                                  | 120 | Vitor Baptista       | 2      |
| Shell Helix Ultra (FTS) (TMG)                                             | 11  | Gaetano di Mauro     | 1–2    |
| Shell Helix Ultra (FTS) (TMG)                                             | 28  | Galid Osman          | 1–2    |
| Blau Motorsport                                                           | 18  | Allam Khodair        | 1–2    |
| Blau Motorsport                                                           | 30  | César Ramos          | 1–2    |
| Eurofarma RC                                                              | 29  | Daniel Serra         | 1–2    |
| Eurofarma RC                                                              | 90  | Ricardo Mauricio     | 1–2    |
| Mobil 1 Full Time Sports Texaco Full Time Sports                          | 33  | Nelson Piquet Jr.    | 1–6    |
| Mobil 1 Full Time Sports Texaco Full Time Sports                          | 111 | Rubens Barrichello   | 1–2    |
| Mico's Racing                                                             | 36  | Gabriel Robe         |        |
| Mico's Racing                                                             | TBA | TBA                  |        |
| RCM Webmotors Racing Eurofarma RCM (ERC)                                  | 44  | Bruno Baptista       | 1–2    |
| RCM Webmotors Racing Eurofarma RCM (ERC)                                  | 65  | Max Wilson           | 1–2    |
| America.net/Harald Chocolate KTF Sports America.net KTF Sports            | 70  | Diego Nunes          | 1–2    |
| America.net/Harald Chocolate KTF Sports America.net KTF Sports            | 80  | Marcos Gomes         | 1–2    |
| Crown Racing (CIR)                                                        | 83  | Gabriel Casagrande   | 1–2    |
| Crown Racing (CIR)                                                        | 177 | Marcel Della Coletta | 1–2    |
| Carlos Alves Competições                                                  | 27  | Raphael Reis         | 2      |
| Carlos Alves Competições                                                  | TBA | TBA                  |        |

## Calendário e resultados
No dia 20 de dezembro de 2018, a Vicar anunciou o calendário oficial da Stock Car 2019. A etapa inicial da categoria e a corrida de numero 500 da categoria foi no Velopark, em Nova Santa Rita (Rio Grande do Sul). A Corrida de Dupla seria realizada na terceira etapa, em Goiânia, no dia 19 de maio, mas acabou sendo cancelada. A 11º edição da Corrida do Milhão foi realizada no dia 25 de agosto, em Interlagos. A Grande Final também será em Interlagos, mas no dia 15 de dezembro.
| Etapa | Etapa | Circuito                                                                  | Data  | Pole Position      | Volta Mais Rápida  | Vencedor           | Equipe Vencedora         |
| ----- | ----- | ------------------------------------------------------------------------- | ----- | ------------------ | ------------------ | ------------------ | ------------------------ |
| 1     | 1     | Stock Car 500 Velopark, Nova Santa Rita                                   | 07/04 | Thiago Camilo      | Thiago Camilo      | Daniel Serra       | Eurofarma RC             |
| 2     | C1    | Autódromo Velo Città, Mogi Guaçu                                          | 05/05 | Thiago Camilo      | Thiago Camilo      | Thiago Camilo      | Eurofarma RC             |
| 2     | C2    | Autódromo Velo Città, Mogi Guaçu                                          | 05/05 | Sem disputa        | Julio Campos       | Rubens Barrichello | Full Time Sports         |
| 3     | C1    | Autódromo Internacional Ayrton Senna, Goiânia                             | 19/05 | Thiago Camilo      | Ricardo Zonta      | Ricardo Zonta      | Shell V-Power TMG Racing |
| 3     | C2    | Autódromo Internacional Ayrton Senna, Goiânia                             | 19/05 | Sem disputa        | Julio Campos       | Rubens Barrichello | Full Time Sports         |
| 4     | C1    | Autódromo Internacional Ayrton Senna, Londrina                            | 09/06 | Thiago Camilo      | Thiago Camilo      | Thiago Camilo      | Eurofarma RC             |
| 4     | C2    | Autódromo Internacional Ayrton Senna, Londrina                            | 09/06 | Sem disputa        | Bruno Baptista     | Ricardo Mauricio   | Eurofarma RC             |
| 5     | C1    | Autódromo Internacional de Santa Cruz do Sul, Santa Cruz do Sul           | 21/07 | Julio Campos       | Julio Campos       | Julio Campos       | Eurofarma RC             |
| 5     | C2    | Autódromo Internacional de Santa Cruz do Sul, Santa Cruz do Sul           | 21/07 | Sem disputa        | Ricardo Mauricio   | Ricardo Mauricio   | Eurofarma RC             |
| 6     | C1    | Autódromo Internacional Orlando Moura, Campo Grande                       | 11/08 | Thiago Camilo      | Rubens Barrichello | Thiago Camilo      | Eurofarma RC             |
| 6     | C2    | Autódromo Internacional Orlando Moura, Campo Grande                       | 11/08 | Sem disputa        | Bruno Baptista     | Rubens Barrichello | Full Time Sports         |
| 7     | 7     | 11ª Corrida do Milhão Pirelli 2019, Autódromo José Carlos Pace, São Paulo | 25/08 | Lucas Di Grassi    | Ricardo Mauricio   | Ricardo Mauricio   | Eurofarma RC             |
| 8     | C1    | Velopark, Nova Santa Rita                                                 | 15/09 | Ricardo Mauricio   | Felipe Fraga       | Felipe Fraga       | Cimed Racing             |
| 8     | C2    | Velopark, Nova Santa Rita                                                 | 15/09 | Sem disputa        | Bruno Baptista     | Rubens Barrichello | Full Time Sports         |
| 9     | C1    | Autódromo Internacional de Cascavel, Cascavel                             | 20/10 | Gabriel Casagrande | Gabriel Casagrande | Felipe Fraga       | Cimed Racing             |
| 9     | C2    | Autódromo Internacional de Cascavel, Cascavel                             | 20/10 | Sem disputa        | César Ramos        | Átila Abreu        | Shell V-Power            |
| 10    | C1    | Autódromo Velo Città                                                      | 10/11 | Thiago Camilo      | Gabriel Casagrande | Thiago Camilo      | Ipiranga Racing          |
| 10    | C2    | Autódromo Velo Città                                                      | 10/11 | Sem disputa        | Lucas Foresti      | Bruno Baptista     | RCM                      |
| 11    | C1    | Autódromo Internacional Ayrton Senna, Goiânia                             | 25/11 | Gabriel Casagrande | Thiago Camilo      | Gabriel Casagrande | Crown Racing             |
| 11    | C2    | Autódromo Internacional Ayrton Senna, Goiânia                             | 25/11 | Sem disputa        | Nelson Piquet Jr.  | Ricardo Mauricio   | Eurofarma RC             |
| 12    | 12    | Hero Grande Final, Autódromo José Carlos Pace, São Paulo                  | 15/12 | Marcos Gomes       | Marcos Gomes       | Thiago Camilo      | Ipiranga Racing          |

Pontuação
O piloto precisa completar 75% da corrida para pontuar.
| Pontuação    | Posição | Posição | Posição | Posição | Posição | Posição | Posição | Posição | Posição | Posição | Posição | Posição | Posição | Posição | Posição | Posição | Posição | Posição | Posição | Posição | Posição |
| Pontuação    | 1º      | 2º      | 3º      | 4º      | 5º      | 6º      | 7º      | 8º      | 9º      | 10º     | 11º     | 12º     | 13º     | 14º     | 15º     | 16º     | 17º     | 18º     | 19º     | 20º     |         |
| ------------ | ------- | ------- | ------- | ------- | ------- | ------- | ------- | ------- | ------- | ------- | ------- | ------- | ------- | ------- | ------- | ------- | ------- | ------- | ------- | ------- | ------- |
| 1ª corrida   | 30      | 26      | 22      | 19      | 17      | 15      | 14      | 13      | 12      | 11      | 10      | 9       | 8       | 7       | 6       | 5       | 4       | 3       | 2       | 1       |         |
| 2ª corrida   | 24      | 20      | 18      | 17      | 16      | 15      | 14      | 13      | 12      | 11      | 10      | 9       | 8       | 7       | 6       | 5       | 4       | 3       | 2       | 1       |         |
| Última etapa | 60      | 52      | 44      | 38      | 34      | 30      | 28      | 26      | 24      | 22      | 20      | 18      | 16      | 14      | 12      | 10      | 8       | 6       | 4       | 2       |         |

- 1ª corrida: Pontuação usada para 1ª corrida das rodadas duplas.
- 2ª corrida: Pontuação usada para a 2ª corrida das rodadas duplas, com a inversão dos dez primeiros colocados da 1ª corrida na largada.
- Última etapa: Pontuação usada para a etapa final com a pontuação da 1ª corrida dobrada.

### Campeonato de Pilotos
| Pos | Piloto             | VEL | VCA | VCA | GOI | GOI | LON | LON | SCZ | SCZ | MS  | MS  | INT | CUR | CUR | CAS | CAS | TAR | TAR | GOI | GOI | INT | Pts |
| --- | ------------------ | --- | --- | --- | --- | --- | --- | --- | --- | --- | --- | --- | --- | --- | --- | --- | --- | --- | --- | --- | --- | --- | --- |
| 1   | Daniel Serra       | 1   | 2   | 15  | 3   | 3   | 4   | Ret | 2   | 7   | 8   | 5   | 3   | 9   | 6   | 4   | 14  | 3   | 3   | 4   | 10  | 2   | 387 |
| 2   | Thiago Camilo      | 4   | 1   | Ret | 1   | 11  | 1   | 9   | Ret | DNS | 1   | 16  | 4   | 4   | 4   | 13  | 2   | 1   | 19  | 5   | 13  | 1   | 366 |
| 3   | Ricardo Mauricio   | 3   | 3   | 9   | 15  | 6   | 7   | 1   | 22  | 1   | 6   | 2   | 1   | 3   | 3   | 17  | 5   | 12  | 8   | 16  | DSQ | 7   | 320 |
| 4   | Rubens Barrichello | 2   | 7   | 1   | 6   | 1   | Ret | 8   | 9   | 12  | 14  | 1   | Ret | 7   | 1   | 5   | 3   | 13  | 5   | 19  | 4   | 8   | 313 |
| 5   | Júlio Campos       | 10  | 9   | 19  | 9   | 2   | 3   | 10  | 1   | 6   | 2   | 13  | 10  | 8   | 15  | 12  | 4   | 5   | 6   | 10  | 5   | 9   | 199 |
| 6   | Felipe Fraga       | 5   | 5   | 5   | Ret | 9   | 5   | 6   | Ret | DNS | 5   | 4   | 12  | 1   | 7   | 1   | 13  | 7   | 16  | 6   | 1   | 6   | 181 |
| 7   | Gabriel Casagrande | 9   | 4   | 3   | 20  | 5   | 22  | 11  | Ret | Ret | 17  | 3   | 2   | 2   | Ret | 2   | 7   | 2   | 15  | 1   | 9   | 4   | 151 |
| 8   | Cacá Bueno         | 21  | 17  | 2   | 8   | 12  | 15  | Ret | 7   | 8   | 3   | 12  | 14  | 5   | 5   | 3   | 11  | 4   | 9   | 11  | 14  | 19  | 150 |
| 9   | Max Wilson         | 16  | 25  | 11  | 5   | 4   | 11  | 14  | 4   | 10  | 7   | 10  | 25  | 10  | Ret | Ret | Ret | Ret | 14  | Ret | DNS | Ret | 133 |
| 10  | Bruno Baptista     | 17  | 11  | 12  | 18  | 20  | 21  | 2   | 8   | Ret | 15  | 15  | 5   | 6   | 2   | Ret | DNS | 8   | 1   | 21  | Ret | 14  | 126 |
| 11  | Marcos Gomes       | 6   | 6   | Ret | 4   | 7   | 8   | 13  | 21  | Ret | 10  | 14  | 8   | 21  | Ret | 10  | Ret | 24  | 12  |     |     | 3   | 115 |
| 12  | Nelson Piquet, Jr. | 7   | 20  | Ret | 22  | 10  | 6   | 7   | 16  | 3   | 18  | 18  | 6   | 17  | 12  | 11  | 17  | 23  | 17  | 7   | 2   | Ret | 112 |
| 13  | Galid Osman        | 20  | 16  | Ret | 7   | 8   | 14  | 12  | 6   | 5   | 16  | 17  | 24  | Ret | 13  | 19  | Ret | 22  | 23  | 22  | 12  | 10  | 97  |
| 14  | Ricardo Zonta      | 11  | DSQ | DSQ | 2   | 21  | 26  | 17  | 5   | 11  | 19  | 20  | 8   | 12  | 18  | 14  | 15  | 6   | 4   | 18  | 7   | Ret | 94  |
| 15  | Diego Nunes        | 18  | 8   | 17  | 12  | 15  | 23  | 5   | Ret | 14  | Ret | 8   | 11  | Ret | 17  | 20  | 12  | 9   | 2   | 12  | 16  | 5   | 86  |
| 16  | Gaetano Di Mauro   | 14  | 13  | 10  | 21  | 13  | Ret | Ret | 15  | Ret | 4   | Ret | 7   | 18  | 16  | Ret | Ret | 16  | 11  | Ret | 6   | Ret | 83  |
| 17  | Lucas Foresti      | 13  | 10  | 20  | 13  | 16  | 13  | Ret | 10  | Ret | 21  | 11  | 18  | 12  | 8   | Ret | 16  | 19  | 21  | 3   | 21  | DSQ | 81  |
| 18  | Allam Khodair      | 12  | 14  | 4   | 11  | 14  | 20  | Ret | Ret | Ret | 9   | 19  | Ret | 11  | 21  | Ret | 8   | 17  | Ret | 14  | 17  | Ret | 75  |
| 19  | Átila Abreu        | DNS |     |     | 19  | Ret | 10  | 3   | 3   | Ret | Ret | 7   | 15  | 23  | Ret | 7   | 1   | 10  | 10  | 23  | 11  | 11  | 74  |
| 20  | Valdeno Brito      | Ret | 21  | 8   | 10  | 18  | 2   | Ret | Ret | Ret | Ret | Ret | 13  | 14  | 22  | 8   | Ret | 25  | Ret | 9   | 3   | 17  | 68  |
| 21  | Denis Navarro      | 22  | 15  | 13  | 16  | 25  | 16  | Ret | 17  | 2   | Ret | 9   | 20  | 16  | Ret | 6   | 18  | 20  | Ret | 24  | 15  | 12  | 67  |
| 22  | César Ramos        | 8   | Ret | 7   | Ret | Ret | 12  | Ret | 14  | Ret | Ret | Ret | 17  | Ret | 10  | 18  | Ret | 7   | Ret | 2   | Ret | Ret | 58  |
| 23  | Rafael Suzuki      | 15  | 12  | 18  | 17  | 17  | 17  | Ret | 12  | Ret | Ret | Ret | 16  | 24  | 11  | 9   | 6   | 14  | 20  | Ret | 18  | Ret | 56  |
| 24  | Guga Lima          | Ret | 23  | 21  | Ret | Ret | 21  | 16  | 20  | 4   | 20  | 6   | 19  | 25  | 14  |     |     | 21  | 22  | 17  | 20  | 15  | 48  |
| 25  | Marcel Coletta     | Ret | 19  | 22  | 23  | Ret | 9   | 15  | 18  | Ret | 11  | Ret | 21  | 20  | 9   | 16  | 9   | 11  | 13  | Ret | DNS | Re  | 46  |
| 26= | Bia Figueiredo     | 19  | 22  | 16  | Ret | 22  | Ret | 4   | 23  | Ret | 13  | 21  | Ret | 19  | 20  | 15  | 10  | 15  | 18  | Ret | 19  | 16  | 35  |
| 26= | Felipe Lapenna     | 23  | 24  | 6   | 24  | 19  | 24  | Ret | 19  | 13  | Ret | Ret | 23  | 15  | 19  | DSQ | DSQ | 18  | Ret | 13  | Ret | Ret | 35  |
| 28  | Pedro Cardoso      | Ret | 18  | Ret | Ret | 24  | 19  | Ret | 13  | 9   | 12  | 22  | 22  | 22  | Ret |     |     |     |     |     |     |     | 34  |
| 29  | Agustin Canapino   |     |     |     |     |     |     |     | 11  | Ret |     |     |     |     |     |     |     |     |     |     |     |     | 10  |
| 30  | Vitor Baptista     |     | Ret | 14  |     |     |     |     |     |     |     |     |     |     |     |     |     |     |     |     |     |     | 7   |
| 31  | Raphael Reis       |     | Ret | Ret | Ret | 23  | 18  | Ret |     |     |     |     |     |     |     |     |     |     |     | 15  | Ret | Ret | 3   |
| 31  | Guilherme Salas    |     |     |     |     |     |     |     |     |     |     |     |     |     |     |     |     |     |     | 8   | 9   |     | 3   |
| 31  | Tuca Antoniazzi    |     |     |     |     |     |     |     |     |     |     |     |     |     |     |     |     |     |     | 20  | 22  | 18  | 3   |
| –   | Lucas di Grassi    |     |     |     |     |     |     |     |     |     |     |     | DSQ |     |     |     |     |     |     |     |     |     | –   |
| –   |                    |     |     |     |     |     |     |     |     |     |     |     |     |     |     |     |     |     |     |     |     |     |     |
| Pos | Piloto             | VEL | VCA | VCA | GOI | GOI | LON | LON | SCZ | SCZ | MS  | MS  | INT | CUR | CUR | CAS | CAS | TAR | TAR | GOI | GOI | INT | Pts |

| Cor      | Resultado            |
| -------- | -------------------- |
| Ouro     | Vencedor             |
| Prata    | 2º lugar             |
| Bronze   | 3º lugar             |
| Verde    | Terminou, nos pontos |
| Azul     | Terminou, sem pontos |
| Púrpura  | Retirou-se (Ret)     |
| Vermelho | Não qualificado (NQ) |
| Preto    | Desqualificado (DSQ) |
| Branco   | Não largou (NL)      |
| Sem cor  | Não participou (NP)  |
| Sem cor  | Lesionado (Les)      |
| Sem cor  | Excluído (EX)        |